# Linee Aeree Transcontinentali Italiane
Linee Aeree Transcontinentali Italiane LATI — бывшая итальянская авиакомпания, существовавшая в 1939—1956 годах и осуществлявшая трансатлантические перевозки между Италией и Южной Америкой в период с 1939 по 1941 год.

## История

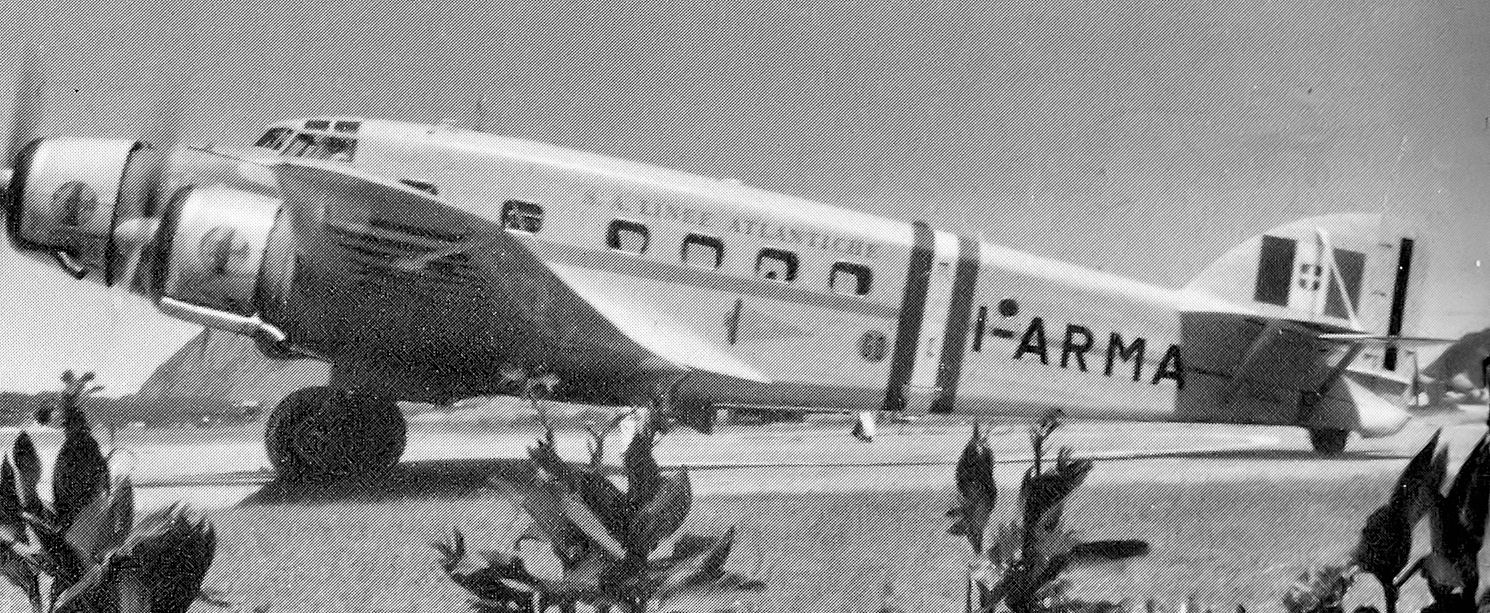
Итальянский трёхмоторный авиалайнер Savoia-Marchetti SM.83 компании LATI, реквизированный в декабре 1941 года властями Чили и переданный США в составе армейских ВВС, аэродром Говард Филд, Панама, 1942.

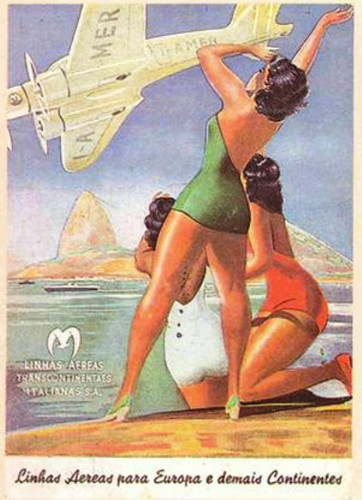
Бразильская реклама LATI

Наличие большого количества итальянских эмигрантов, обосновавшихся в Бразилии, Аргентине и Уругвае и необходимость поддерживать связь с Южной Америкой привели руководство компании Ala Littoria к идее открытия новой линии для регулярных почтово-пассажирских перевозок. Первоначально, её руководство пыталось добиться разрешения на совместное использование аэродромов французской Air France и немецкой Deutsche Luft Hansa на территории Африки, и, не добившись его, обратилось к правительствам Испании и Португалии. 
В марте 1938 года состоялся пробный полёт гидросамолёта CANT Z.506 C, пилотируемого Карло Тонини и президентом компании Умберто Клингером; его результаты должны были подтвердить возможность открытия нового маршрута. Успешный рейс из Италии через Батерст (британская Гамбия) в Буэнос-Айрес доказал осуществимость проекта.
Из состава Ala Litoria была выделена компания LATI. Вместо Z.506 или других гидросамолётов решено было использовать сухопутные Savoia-Marchetti S.M.79 и S.M.83. 
Необходимо было построить промежуточный аэропорт, который позволил бы обеспечивать беспосадочные перелёты через океан. Благодаря сотрудничеству португальской стороны, на плоской поверхности Илья-ду-Саль, острова в архипелаге Кабо-Верде, на тот момент входившего в португальскую колониальную империю, за очень короткое время был построен аэропорт. Уже 15 декабря 1939 года на нём приземлился первый самолёт, выполнявший перелёт из Рима через Севилью. (Позже, в 1947 году аэропорт был выкуплен у итальянских владельцев). Кроме того, на Атлантическом побережье были построены сухопутные базы, а на прилегающий участок Атлантического океана отправлены корабли и подводные лодки, для поддержания радиообмена и предоставления метеорологической информации.
Компания LATI была официально основана 11 сентября 1939 года, её первый рейс Рим — Рио-де-Жанейро был 21 декабря того же года произведен по маршруту:
- Рим - Севилья - Лиссабон - Вилья-Сиснерос - Илья-ду-Саль (европейский участок);
- Илья-ду-Саль - Ресифи (атлантический участок);
- Ресифи - Рио-де-Жанейро (южноамериканский участок).

Этот полёт на дистанцию 9200 км длился 23 часа. К сожалению, S.M. 83 (I-ARPA), пилотируемый полковником Массаи, разбился на обратном пути около Марракеша.
Самолёты LATI совершили 211 трансатлантических рейсов, из которых 132 были выполнены на SM.83. Скорость полёта достигала 300 км/ч, но вес груза не мог превышать 500 кг. Полёты были преимущественно почтовыми, хотя случались и нечастые пассажиры. Кроме того, по словам Сэмюэля Пеццильо, компании удалось заполучить большую часть доходов от перевозки почтовых сообщений, которые до августа 1939 года доставляла немецкая Lufthansa. Таким образом, вплоть до декабря 1941 года LATI была основным перевозчиком почты между европейскими странами Оси и Южной Америкой.
15 января 1941 года во время обратного рейса № 104 в Атлантическом океане был утерян SM-75 (Y-BAYR), а также находившиеся на борту 8 членов экипажа, 2 пассажира и несколько тонн стратегических материалов, в т.ч. алмазов, которыми самолёт возможно был перегружен.
Летом 1941 года маршрут продлили до Буэнос-Айреса.
Со вступлением США во Вторую мировую войну в декабре 1941 года трансатлантические полёты пришлось прервать. Самолёты и персонал LATI были зачислены в подразделение связи Командования специальной воздушной службы (CSAS). Во время войны компания продолжала выполнять рейсы в Севилью и Лиссабон. Официально её деятельность была прекращена в 1956 году.

## Аварии и катастрофы
(По материалам сайтов Aviation Safety Network): и Bureau of Aircraft Accidents
- 24 декабря 1939 года SM.83 (I-ARPA), выполнявший рейс Рио-де-Жанейро — Рим, в условиях плохой погоды потерял управление и разбился в 60 км к юго-востоку от Могадор, все находившиеся на борту (4 члена экипажа и 3 итальянских журналиста) погибли.
- 21 декабря 1940 года SM.82 I-BAIA, производивший посадку на неосвещённый промежуточный аэродром в Марокко врезался в стадо верблюдов и был разбит, жертв нет.
- 10 января 1941 года SM.83 I-AREM на пути из Италии в Бразилию бесследно исчез над Атлантическим океаном, погибли все находившиеся на борту, 4 члена экипажа и 12 пассажиров.
- 15 января 1941 года после отказа центрального двигателя у SM-75C (I-BAYR) во время перелёта между бразильским Наталем и Илья-ду-Саль, несмотря на попытки облегчить самолёт, выбросив груз, упал в воду. Погибли 4 члена экипажа и 6 пассажиров, в т.ч. техдиректор компании.
- 17 января 1941 года у SM.75C I-LUME примерно через полчаса после взлёта с аэродрома Катания-Фонтанаросса, загорелся правый двигатель; во время посадки самолёт врезался в два стоящих на стоянке 2 Junkers Ju.88. В результате взрывов SM.75C был уничтожен последовавшим пожаром. Все 17 находившихся на борту смогли покинуть самолёт.
- 28 марта 1942 года SM-75 I-BURA сбит недалеко от Сицилии.
- 19 мая 1942 года SM-75C I-MELE в начале маршрута Рим-Урбе - Кастльветрано - Триполи на взлёте зацепил деревья, упал и загорелся. Капитан Россальди, экипаж и 16 пассажиров погибли.
- 16 августа 1942 года SM.83 I-ANDE, вылетавший из Афин в Рим, разбился на взлёте, все 3 члена экипажа погибли.
- 09 ноября 1942 года Fiat G.12LGA I-FELI с военным номером MM60666, на маршруте Тобрук - Афины из-за неисправности топливной системы упал в воду близ греческого острова Гавдос. экипаж во главе с капитаном Фенили спасся.
- 15 ноября 1942 года SM-75C I-TELO, летевший из Туниса на Сицилию, сбит над Средиземным морем, все 4 члена экипажа погибли.
- 23 ноября 1942 года SM.75 I-MAGA на маршруте Триполи – Шакка был сбит над Средиземным морем, весь экипаж (4 человека) погиб.
- 10 апреля 1943 года SM-75 bis I-BONI также был сбит, все трое погибли.
- 13 апреля 1943 года SM-75 I-MAST сбит английскими истребителями.
- 19 апреля 1943 года SM-75 bis	I-MONC сбит истребителями.
- 07 мая 1943 года SM-75 bis I-BELO разрушен при налёте авиации Союзников на Тунис.
- 14 августа 1943 года у SM.75 bis II I-BETA (с/н 001, MM60554) во время ночного вылета с аэродрома Родос-Марица внезапно отказали двигатели, самолёт упал в воду в 300 метрах от берега, все 17 находившихся на борту погибли.
- ?? ноября 1949 года SM-95C I-LATI в районе Дахла попал в аварию, жертв нет, самолёт был позже отремонтирован.